# Typhlops capensis
Typhlops capensis är en ormart som beskrevs av RENDAHL 1918. Typhlops capensis ingår i släktet Typhlops och familjen maskormar. Inga underarter finns listade i Catalogue of Life.
Taxonets status som art är omstidd. Den ursprungliga beskrivningen att individerna kommer från Sydafrika antas vara felaktig. Enligt en teori kommer exemplaren från Madagaskar. En studie från 2009 antar däremot att Typhlops capensis är identisk med Ramphotyphlops exocoeti som dok lever på Julön.